# Buleuterion

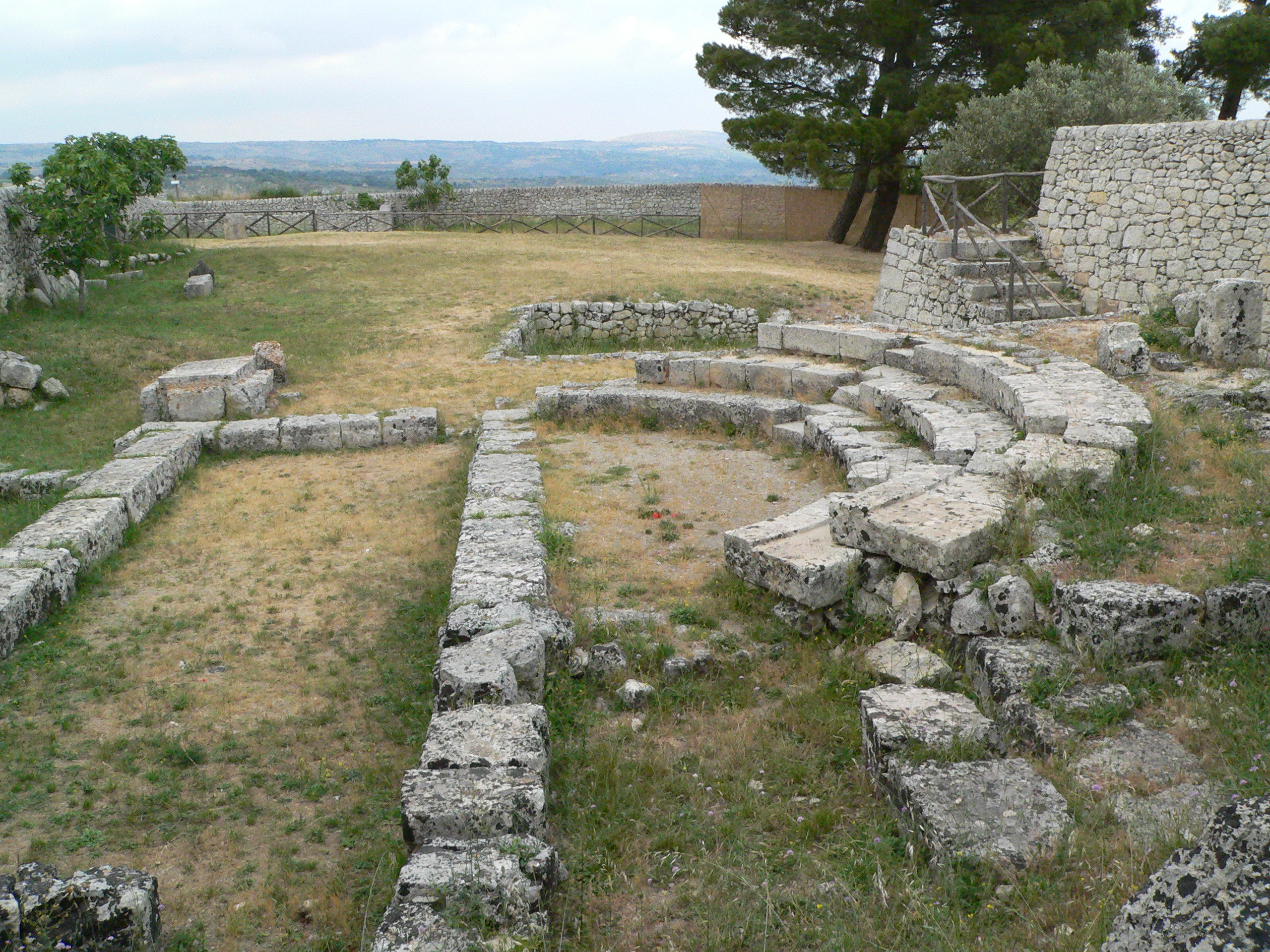
Buleterion, Akrai Sicilien.

Buleuterion, byggnad eller sal som rymmer bule, rådsförsamlingen i de antika grekiska demokratierna.